# Battaglia di Piperdean
La battaglia di Piperdean è un confronto di confine tra gli scozzesi e gli inglesi combattuto il 10 settembre 1435.

## La battaglia
Una forza inglese guidata da George de Dunbar, XI conte di March ed Henry Percy, II conte di Northumberland tentò di riprendersi il castello di Dunbar catturato in precedenza da William Douglas, II conte di Angus, che come guardiano della Marche scozzesi aveva conquistato il castello l'estate precedente. Percy e Dunbar arrivarono a nord con circa 4000 uomini.
Angus non voleva subire un assedio e decise di anticipare gli inglesi attaccandoli lungo il percorso. Un esercito più o meno della stessa entità sorprese gli inglesi, tra cui oltre a quest'ultimo comprendeva Adam Hepburn di Hailes, Alexander Elphinstone ed Alexander Ramsay di Dalhousie.
Sebbene sia stata una schiacciante vittoria scozzese, c'è una certa confusione in merito alle vittime ed ai prigionieri catturati. Ridpath afferma che gli scozzesi persero 200 uomini tra cui Elphinstone, compreso Brenan che concordava con questo numero "irrisorio", pur affermando che le vittime inglesi furono nell'ordine di 1500 uomini inclusi 40 cavalieri. 
Northumberland si ritirò nel castello di Alnwick ma non passò molto tempo prima che tornasse in Scozia per riprendersi con successo il castello di Roxburgh assediato da Re Giacomo. 

## Il sito della battaglia
Sempre secondo Ridpath si troverebbe sul terreno chiamato Breamish, nome dato al corso superiore del fiume Till vicino alla montagna di Cheviot.
Il luogo della battaglia è probabilmente nell'area presso Wooler piuttosto che nell'Old Cambus anche se nei manoscritti del conte di Home vi è menzionato presso Dunglass.
Il Dipartimento di Archeologia, Northumberland C.C. piazza la battaglia a Piperdean sul Pressen Burn vicino Wark. Questo luogo è presente anche nelle Transazioni dei Naturalisti del Berkshire. 